# Mike Lee
Mike Lee, właśc. Michael Shumway Lee (ur. 4 czerwca 1971 w Mesa, Arizona) – amerykański polityk, senator ze stanu Utah od roku 2011, członek Partii Republikańskiej.